# Curtiss A-18 Shrike
El Curtiss A-18 (Model 76A Shrike II) fue un avión de ataque a tierra estadounidense de los años 30. Fue la versión de pruebas de producción del A-14 Shrike de la misma compañía.

## Diseño y desarrollo
En los años que condujeron a la Segunda Guerra Mundial, el Cuerpo Aéreo del Ejército de los Estados Unidos se interesó por aviones de ataque capaces de llevar grandes cargas de bombas con una gran potencia de fuego. El estándar de diseño de los aviones de ataque se convirtió esencialmente en un bombardero ligero con una potencia de fuego apenas algo menor que la de los bombarderos medios en desarrollo, ya que las ametralladoras estándar de 7,62 mm generalmente se reemplazaban por otras de 12,7 mm en los nuevos aviones que se estaban desarrollando.
El prototipo del Curtiss YA-14 que surgió en 1935 fue uno de los primeros aviones dedicados específicamente al ataque. Aunque parecía válido con su esbelto fuselaje, estrecho morro y elegante aerodinámica, el A-14 se vio obstaculizado por la falta de potencia, a pesar de sus dos motores radiales Wright Whirlwind de 578 kW (775 hp). No obstante, el prototipo fue capaz de alcanzar una velocidad máxima de 409 km/h, superando al caza de primera línea Boeing P-26 Peashooter en 32 km/h. Remotorizado con Curtiss R-1670-5 de 548 kW (735 hp), fue entregado al Ejército con el número de serie 36-146.

## Historia operacional

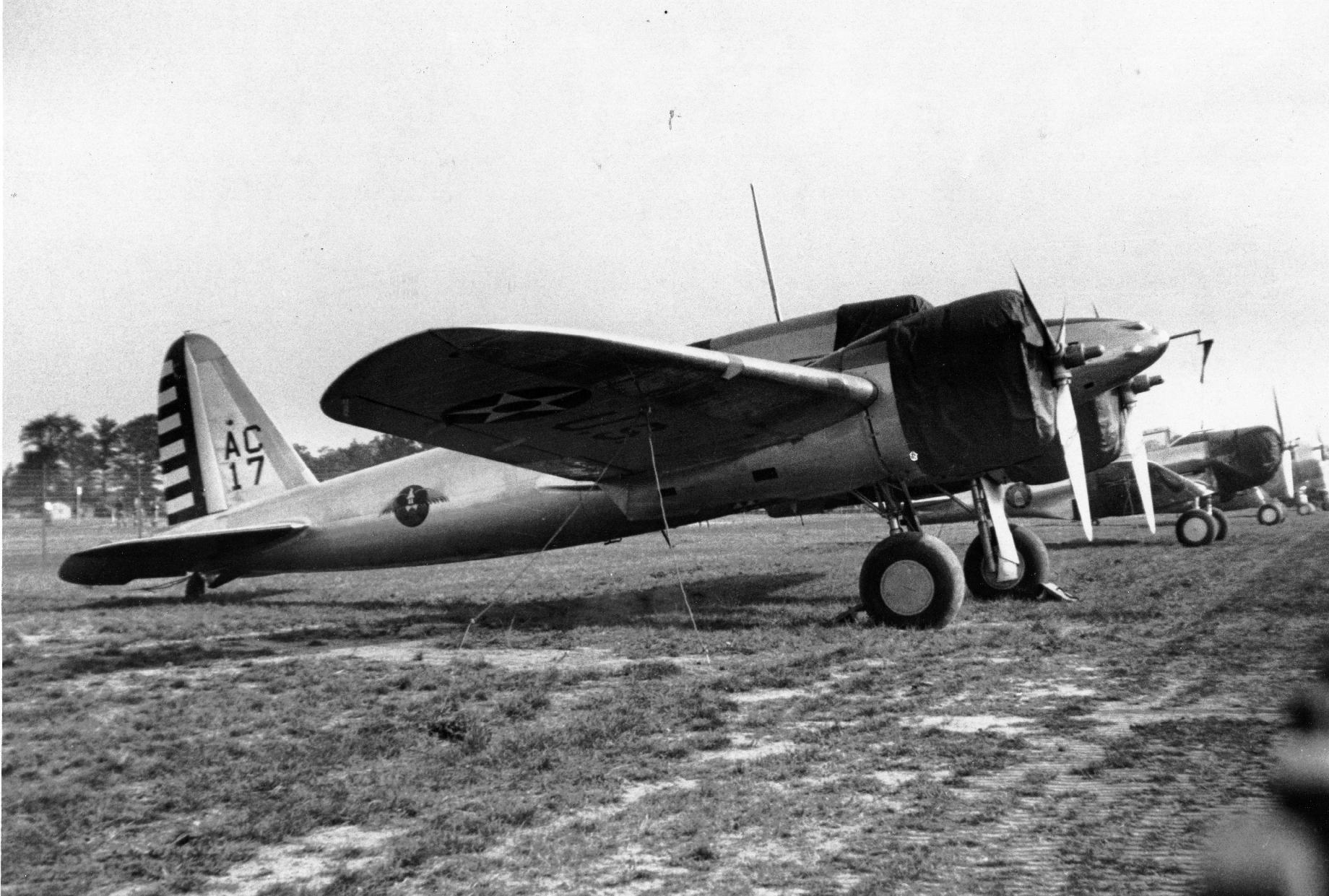
Un Y1A-18.

Una nueva variante mejorada, el Y1A-18, se había actualizado con motores radiales Wright R-1820-47 de 630 kW (850 hp) con hélices tripala que reemplazaban a las bipala originales. Se produjeron trece aviones, números de serie 37-52 a 37-64, a un coste de contrato de 1 259 235 dólares, y aunque resultó un éxito en las pruebas, no se ordenó más producción debido a la falta de presupuesto, así como a la disponibilidad de aviones más avanzados (como el Douglas A-20 Havoc) en desarrollo.
Tras la finalización de las pruebas de servicio, los Y1A-18 fueron redesignados A-18. Fueron asignados al 8th Attack Squadron, 3rd Attack Group en Barksdale Field, Luisiana, en 1937. El escuadrón ganó el codiciado Harmon Trophy de precisión de tiro y bombardeo en su primer año de servicio. Durante su servicio con el 8th Attack Squadron, el tren de aterrizaje del A-18 demostró una inherente debilidad, con no menos de 13 A-18 sufriendo colapsos del tren al aterrizar o en la deceleración. Los últimos de los A-18 del 8th fueron reemplazados por los primeros modelos de A-20 Havoc en 1941.
El A-18 fue usado poco tiempo antes de ser reemplazado por aviones de ataque más avanzados. Tras su servicio en el 8th AS, los aviones fueron asignados a varios Escuadrones de Bombardeo Ligero durante 1940-42, siendo usados probablemente como aviones de apoyo. El último A-18 Shrike II fue retirado de los escuadrones de primera línea en 1942; ningún avión fue usado en combate.
Finalmente, cuatro de los A-18 (37-52, 37-56, 37-61 y otro no identificado) fueron asignados a la Fuerza Aérea del Caribe a finales de 1941 y fueron basados inicialmente en Albrook Field. Tres de los aviones fueron asignados inicialmente al Cuartel General y al Headquarters Squadron, 12th Pursuit Wing, mientras que el cuarto avión fue asignado al HHS Bomber Command (más tarde VI Bomber Command) en Albrook. Los aviones permanecieron en estas unidades hasta febrero de 1942.
En diciembre de 1942, dos o tres de los aviones todavía estaban en condiciones de vuelo. Uno fue empleado como remolcador de blancos, y los otros dos fueron operados como aviones de reconocimiento por el 108th Reconnaissance Squadron (Special) desde Howard Field, patrullando las proximidades del Canal de Panamá. El A-18 37-61 resultó dañado en un accidente al aterrizar en Albrook Field el 22 de febrero de 1943, y la canibalización permitió al menos que un avión volara hasta que fue inmovilizado en tierra debido a la falta de repuestos. El aparato 37-56 fue transferido como fuselaje de entrenamiento instructivo en Howard. Finalmente, todos fueron desguazados en la Zona del Canal a finales de 1943.

## Variantes
Model 76A
Designación interna de la compañía, variante del Model 76 (XA-14), trece construidos.
Y1A-18
Designación dada por el USAAC al Model 76A para realizar pruebas de servicio.
A-18
Designación final dada por el USAAC al Y1A-18.

## Operadores
Estados Unidos
- Cuerpo Aéreo del Ejército de los Estados Unidos[5]

## Especificaciones (Y1A-18)
Referencia datos: The Complete Encyclopedia of World Aircraft

### Características generales
- Tripulación: Dos
- Longitud: 12,5 m (41 ft)
- Envergadura: 18,1 m (59,5 ft)
- Altura: 3,5 m (11,5 ft)
- Superficie alar: 48,9 m² (526 ft²)
- Peso vacío: 4268 kg (9406,7 lb)
- Peso máximo al despegue: 5974 kg (13 166,7 lb)
- Planta motriz: 2× motor radial de 9 cilindros en una fila refrigerado por aire Wright R-1820-47.
  - Potencia: 634 kW (874 HP; 862 CV) cada uno.

### Rendimiento
- Velocidad máxima operativa (Vno): 398 km/h (247 MPH; 215 kt)
- Velocidad crucero (Vc): 349 km/h (217 MPH; 188 kt)
- Alcance: 1048 km (566 nmi; 651 mi)
- Techo de vuelo: 8370 m (27 461 ft)

### Armamento
- Ametralladoras: 

  - 4x Browning M1919 de 7,62 mm de tiro frontal
  - 1 de 7,62 mm para la defensa trasera
- Bombas: 

  - 181 kg en dos bodegas alares
  - 91 kg de bombas o depósitos de humo químico subalares

## Aeronaves relacionadas

### Desarrollos relacionados
- Curtiss XA-14

### Aeronaves similares
- Dornier Do 17
- Bloch MB.170
- Bristol Blenheim
- Tupolev SB

### Secuencias de designación
- Secuencia Numérica (interna de Curtiss): ← 72 - 73 - 75 (I, P, S) - 76/76A - 77 - 79 - 81 →
- Secuencia A-_ (Aviones de Ataque del USAAS/USAAC/USAAF, 1924-1947): ← A-15 - A-16 - A-17 - A-18 - A-19 - A-20 - A-21 →